# Носков, Михаил Александрович
Михаил Александрович Носков (1821—1862) — профессор Лазаревского института восточных языков.
Происхождение неясно: «словарь Брокгауза и Ефрона» указывает, что он был сыном небогатого московского помещика; в «Отчётах Московского университета» он всегда упоминается как «из вольноотпущенных».
Окончил 2-ю московскую гимназию (1840) и историко-филологическое отделение философского факультета Московского университета (1844).
Был учителем русского языка и словесности в родной гимназии, а с 1859 года — профессор в Лазаревском институте восточных языков. Считался одним из лучших преподавателей в Москве. Исследовал наследие М. В. Ломоносова: «О самостоятельном и деятельном труде Ломоносова в составлении русской грамматики» (1855); написал обширный критический разбор «Материалов для изучения теории словесности» Смирнова («Журнал для воспитания», 1859).
Умер 30 мая (11 июня) 1862 года